# Elezioni presidenziali in Polonia del 2020
Le elezioni presidenziali in Polonia del 2020 si sono svolte il 28 giugno (primo turno) e il 12 luglio (secondo turno). Inizialmente previste per il 10 maggio, il 6 maggio sono state rinviate a causa della pandemia di COVID-19; la data definitiva è stata poi fissata il 3 giugno.
Dopo il rinvio delle consultazioni, la candidata di Piattaforma Civica Małgorzata Kidawa-Błońska è stata sostituita da Rafał Trzaskowski.

## Risultati
| Andrzej Duda              | Diritto e Giustizia - Accordo - Polonia Solidale                     | 8 450 513  | 43,50 | 10 440 648 | 51,03 |  |  |  |
| Rafał Trzaskowski         | Piattaforma Civica - Nowoczesna - Iniziativa Polacca - Partito Verde | 5 917 340  | 30,46 | 10 018 263 | 48,97 |  |  |  |
| Szymon Hołownia           | Indipendente                                                         | 2 693 397  | 13,87 |            |       |  |  |  |
| Krzysztof Bosak           | Confederazione della Libertà e dell'Indipendenza (KORWiN - RN)       | 1 317 380  | 6,78  |            |       |  |  |  |
| Władysław Kosiniak-Kamysz | Partito Popolare Polacco - Kukiz'15 - UED                            | 459 365    | 2,36  |            |       |  |  |  |
| Robert Biedroń            | La Sinistra (SLD - Primavera - Lewica Razem - PPS)                   | 432 129    | 2,22  |            |       |  |  |  |
| Stanisław Żółtek          | Congresso della Nuova Destra                                         | 45 419     | 0,23  |            |       |  |  |  |
| Marek Jakubiak            | Indipendente                                                         | 33 652     | 0,17  |            |       |  |  |  |
| Paweł Tanajno             | Indipendente                                                         | 27 909     | 0,14  |            |       |  |  |  |
| Waldemar Witkowski        | Unione del Lavoro                                                    | 27 290     | 0,14  |            |       |  |  |  |
| Mirosław Piotrowski       | Movimento Europa Reale                                               | 21 065     | 0,11  |            |       |  |  |  |
| Totale                    | Totale                                                               | 19 425 459 | 100   | 20 458 911 | 100   |  |  |  |
|                           |                                                                      |            |       |            |       |  |  |  |
| Voti non validi           | Voti non validi                                                      | 58 301     | 0,30  | 177 724    | 0,86  |  |  |  |
| Votanti                   | Votanti                                                              | 19 483 760 |       | 20 636 635 |       |  |  |  |